# Saint-Paul-de-Varax
Saint-Paul-de-Varax es una comuna francesa situada en el departamento de Ain, de la región de Auvernia-Ródano-Alpes.

## Demografía
| 721 | 711 | 743 | 1 161 | 1 081 | 1 187 | 1 429 | 1 475 | 1 529 |
| Para los censos de 1962 a 1999 la población legal corresponde a la población sin duplicidades (Fuente: INSEE [Consultar]) |     |     |       |       |       |       |       |       |

## Lugares y monumentos
- La iglesia Saint-Paul (siglo XII), monumento histórico.
- El castillo de Varax (siglos XIII y XIV), monumento histórico.